# 街道筋の着地しないブルース
『街道筋の着地しないブルース』（かいどうすじのちゃくちしないブルース、英語: At The Roadside, No Touchdown Blues）は、2011年6月22日に発売された中川敬（ソウル・フラワー・ユニオン）による一枚目のアルバム。

## 解説
1998年にソウルシャリスト・エスケイプ名義でソロ・プロジェクト作品『ロスト・ホームランド』をリリースしている中川敬（ソウル・フラワー・ユニオン）の、個人名義では初となるソロ・アルバム。
本作は、大阪にあるソウル・フラワー・ユニオンのプライヴェート・スタジオ『魂花神社』で、演奏、唄、録音までを中川一人で手がけたアコースティック・アルバムとなっており、新曲以外に、浅川マキやチューリップ等のカヴァーや、アイリッシュ・トラッド、映画のテーマ曲、セルフ・カヴァー等が収録。
レコーディング期間中（2010年11月〜2011年5月）に東日本大震災が起こり、今作中数曲はその影響下にある楽曲制作になったことを中川自身も認めており、制作中と作品完成後に東北の被災地へ入り、避難所等でアコースティック・ライヴを展開している。

## 収録曲
1. 風来恋歌
(作詞：Francie Mooney / 日本語詞：中川敬 / 作曲：アイルランド民謡)
  - 原曲はアイルランド民謡。
2. 夜に感謝を
(作詞・作曲：中川敬)
3. 街道筋の着地しないブルース
(作詞・作曲：中川敬)
4. 少年
(作詞・作曲：浅川マキ)
  - 原曲は浅川マキが1971年にリリースした同名曲。
5. ひかり
(作詞・作曲：中川敬)
6. 満月の夕
(作詞：中川敬 / 作曲：中川敬, 山口洋)
7. 日高見
(作詞・作曲：中川敬)
8. いちばんぼし
(作詞・作曲：中川敬)
9. しっぽの丸い小犬
(作詞・作曲：財津和夫)
  - 原曲はチューリップが1973年にリリースしたシングル「夏色のおもいで」のB面。
10. ひぐらし
(作詞：伊丹英子 / 作曲：中川敬, 伊丹英子)
11. 死んだあのコ
(作詞・作曲：中川敬)
12. 野づらは星あかり
(作詞・作曲：中川敬)
13. 寝顔を見せて
(作詞・作曲：中川敬)
14. 男はつらいよのテーマ
(作曲：山本直純)
  - 原曲は映画「男はつらいよ」のテーマソング。

## クレジット
- 中川敬：Vocal, Acoustic Guitar, 三線, Bouzouki, Acoustic Bass Guitar, Percussion
- 伊丹英子：囃子 (#6)
- Miyuki：Backing Vocal (#6)
- Produced & Recorded by 中川敬